# Ridderorden in Oeganda
Ridderorden zijn een Europese traditie maar in de koloniale periode maakten ook de stammen in Oeganda kennis met Britse ridderorden en onderscheidingen. 
Na de onafhankelijkheid van het Verenigd Koninkrijk in 1965 stichtte de Oegandese regering meerdere ridderorden. 
- De Orde van het Schild en de Speren (Engels: "Order of the Shield and Spears)

- De Orde van de Bron van de Blauwe Nijl (Engels: "Order of the Source of the Nile")
- De Orde van de Overwinning (Engels: "Victory Order")
- De Orde voor Belangrijke Diensten, (Engels: "Distinguished Service Order")